# DC Universe Online
DC Universe Online (DCUO) — бесплатная многопользовательская онлайн-игра, находящаяся в вымышленной вселенной DC Comics. Разработана компанией Daybreak Game Company и совместно опубликована компаниями Daybreak Game Company и WB Games 11 января 2011 года.

## Игровой процесс
Игрок создаёт нового, оригинального персонажа, который взаимодействует со знаковыми героями и злодеями DC Comics. Игроки выбирают фракцию своего персонажа (герой или злодей), пол (мужчина или женщина), тип тела (как высота, так и мускулатура), личность (комический, кокетливый, мощный, первичный, серьёзный), режим движения (полёт, акробатика, скорость или скимминг), оружие и способности (огонь, лёд, гаджеты, умственные, природа, колдовство, земля, свет, электричество, ярость, квантовые, небесные, боеприпасы, атомные или водные). Доступны многочисленные типы волос, кожи и костюмов, и цветовая палитра до 4 цветов. Предустановленные шаблоны, вдохновлённые некоторыми ключевыми символами DC, доступны для ускорения процесса создания персонажа.
Когда персонаж игрока назван, его бросают в мир DC Universe Online с первым заданием, в котором он должен вырваться из космического корабля. Обучение учит основным движениям и способностям, противодействию механике и использованию сил и навыков. В конце концов персонаж игрока становится официальным членом Лиги Справедливости или Секретного Общества Суперзлодеев, будь то герой или злодей, где они продолжают свои миссии, чтобы повысить уровень и развивать различные навыки. Daybreak Game Company работает над тем, чтобы сделать DC Universe Online более интерактивным, чем стандартные MMO-игры, одновременно пытаясь сохранить свои ключевые элементы, которые включают систему уровней, рейды, прогрессию после конца игры и инвентаризацию. Мир в основном является общим, общественным пространством. Общественное пространство включает в себя динамически созданный контент, предназначенный как для героев, так и для игроков-злодеев, для продвижения вперёд и борьбы с множеством знаковых персонажей комиксов DC, движущихся вперёд с рассказами, многие из которых сходят со страниц комиксов DC.
DC Universe Online активно обновляется через Game Updates (также известный как GU) и Hotfixes. Помимо исправлений ошибок, в нескольких Обновлениях добавляются Сезонные События, которые открывают доступ к особым подвигам, стилям, базовым предметам, миссии и другие предметы, доступные только во время сезонного события, обычно месяц. Есть три события, которые имеют тенденцию циклироваться в течение года: режим выживания, легенды PvE и добыча фрагментов стабилизатора. DC Universe Online предлагает загружаемый контент или Эпизоды, которые расширяют игровую вселенную новыми и более сложными миссиями для прогресса, которые обеспечивают новые или продолжения уже существующих историй; новые стили и оборудование для костюмов.

## Сюжет
Открывающий ролик происходит в песчаном, раздираемом войной будущем, изображающем финальную битву между величайшими героями и злодеями мира. Будущая версия Лекса Лютора обеспечивает голосовое повествование. Эта битва проходит в развалинах Метрополиса. Лекс Лютор, одетый в тяжёлый экзоскелет, командует армией супер-злодеев, в которую входят Джокер, Харли Квинн, Циркл, Детстроук, Чёрный Адам, Гиганта, Металло и Ядовитый Плющ. Бронированный Бэтмен командует героями, в которых входят Киборг, Флэш, Зелёный Фонарь, Чудо-женщина и Зелёная Стрела. Ядовитый Плющ и Зелёная Стрела показаны мёртвыми в начале ролика. Битва достигает высшей точки со смертью Чудо-женщины на руках Лекса Лютора, и в этот момент небритый, уставший Супермен слышит её предсмертные крики с орбиты и летит на Землю, чтобы противостоять Лексу. Когда Супермен видит мёртвое тело Чудо-Женщины, он падает на землю, и выясняется, что Лекс спрятал криптонитовые гранулы в её рту как ловушку. Лекс прогоняет Супермена с помощью копья с криптонитовым наконечником и отстаивает свою победу только для того, чтобы увидеть, как военный флот Брейниака заполоняет небеса.
Затем сцена переходит к современной сторожевой башне, где будущий Лекс Лютор, сильно модифицированный технологией Брейниака, рассказывает историю современному Супермену, Бэтмену и Чудо-Женщине. Будущий Лекс объясняет, что смертельная заключительная война между героями и злодеями была вызвана тонкими манипуляциями с Брейниаком (которые медленно загружали свои силы с течением времени). Когда самые мощные существа планеты мертвы, Брейниак намеревался использовать пиратские данные, чтобы создать армию мета-людей под его контролем, способствуя его завоеванию Земли. Как единственный оставшийся в живых из войны, Лекс Лютор не мог ничего сделать, чтобы противостоять захвату планеты Брейниаком. Лекс Лютор объясняет, что он смог выжить втайне и в конце концов запечатать украденные данные и энергию от главного корабля Брайниака в форме «Экзобитов» (устройства размером с нанобота, которые могут связываться с живым хозяином и давать им свои собственные сверхсилы). Лекс отправился в свое прошлое, чтобы освободить экзобитов в атмосферу современной Земли. Герои возмущены, но Лекс Лютор объясняет, что, поскольку он это сделал, вскоре тысячи новых мета-людей будут созданы от обычных людей (становясь игроками-персонажами игры). Он просит Лигу Справедливости найти и обучить этих новых мета-людей, потому что Брейниак идет, и Земля должна быть готова дать отпор, иначе она будет обречена.
Когда ролик кончается, игрок заходит в меню создания персонажа, чтобы построить своего нового героя или злодея.
Во втором трейлере к игре «Мы доверяем Лексу» выясняется, что описание событий Лекса Лютора до его приезда в настоящее время не такое, каким он описал его героям. Трейлер начинается с того, что Лекс Лютор оживляет своего компаньона по имени Перелом. Лекс Лютор объясняет, что силы Брейниака уже проникли в Крепость Одиночества и что их время истекает. Когда они приближаются к временной портальной камере, атаки эрадикатора Брайниака разрушают роботизированного дрона с помощью небольшой гранаты. Они прибывают к порталу, который стабилизируется Бэтменом (лицо которого изуродовано, а рука заменена роботизированным протезом из-за травм от битвы злодеев и героев). По мере того, как в камеру входят ещё эрадикаторы, Лекс Лютор говорит, что его доспехи повреждены и что он не может их удержать. Бэтмен просит Перелома взять канистру, которая содержит миллионы Экзобитов, и пройти через портал, атакуемый эрадикаторами, чтобы дать ему больше времени. Перелом благодарит Лекса за использование экзобитов, которые дают ему силы. Увидев возможность, которую он ждал, Лекс Лютор убил Перелома, назвав его «отличной лабораторной крысой». Перед тем, как Лекс Лютор входит в портал, Бэтмен обращается к Лексу Лютору, предупреждая, что «я приду за тобой», на что Лекс отвечает «Нет, ты не придёшь» и активирует последовательность самоуничтожения. Лекс Лютор входит в портал, и Крепость Одиночества взрывается. Он прибывает в темный переулок, предположительно нынешний день. Его приветствует его современное «я», которое описывает его как опоздавшего.
Затем, в конце рейда «The Prime Battleground» игроку показывают, что оба Лекса работают вместе, чтобы украсть силу Брейниака. Затем Лекса Лютора предаёт своё будущее «я», поскольку будущий Лекс Лютор хочет власти только для себя. Затем показано, что Бэтмен будущего пережил взрыв в Крепости Одиночества и преследовал будущего Лекса Лютора во времени. Будущий Лекс Лютор убегает, и Бэтмен будущего следует за ним. В следующем ролике Бэтмен будущего считается последней надеждой для человечества.
Следуя этим событиям, героев возглавляет Бэтмен будущего, а злодеев возглавляет будущий Лекс Лютор в «Nexus of Reality» (центре самой Мультивселенной). Обе стороны борются за контроль, используя парадокс из постоянных путешествий во времени, чтобы изменить истории знаковых персонажей, заставляя героев и злодеев работать параллельно друг другу, изменяя временные рамки таким же образом. То, что один вызывает, другой исправляет, тем самым делая бесконечный цикл. Это приводит к массивному парадоксальному существу, которое потребляет само время. В рейде игроки должны не дать существу уничтожить континуум временного пространства (один из многих рейдов, где злодеи и герои имеют одну и ту же цель). Это событие заканчивает сюжетную линию, на которой основана игра, но также открывает возможность ввести много новых реалий.
С тех пор были определённые истории, связанные с Вселенной Стрелы, с введением Нанды Парбата, сражающейся вместе с персонажами, фигурирующими в Легендах завтрашнего дня. Также выпущен контент из DC Extended Universe. Другие сюжеты из комиксов включают «Sons of Trigon», «Blackest Night», «Amazon Fury», «Halls of Power», «Bombshells Paradox», «Bottle City of Kandor», «Harley Quinn» и «Earth 3» в эпизодах.

## Разработка
Первые концепт-арты игры были выпущены 4 июля 2008 года,, а первый трейлер был выпущен 14 июля 2008 года. Sony Online Entertainment заявила о своей цели — сделать другую MMO-игру, для которой The Incredible Hulk: Ultimate Destruction стала главным источником вдохновения в игровом процессе.
Бета-версия была доступна с 14 декабря 2010 года по 5 января 2011 года. Был выявлен ряд технических проблем, когда бета-версия была закрыта, что частично было исправлено при выпуске игры. Были задействованы разработчики EverQuest Крис Цао и Шон Лорд. Крис Цао был директором игры до мая 2011 года, так как уступил место, чтобы его заменил Марк Андерсон, ранее арт-директор. С тех пор Марка Андерсона сменил Йенс Андерсен, который был назначен исполнительным директором компании Daybreak Game Company. Художники комиксов Але Гарза, Карлос Д’Анда, Дж. Дж. Кирби, Оливер Номе, Эдди Нуньес, Ливио Рамонделли и Майкл Лопес также внесли свой вклад в создание контента и роликов. В августе 2011 года разработчики сделали глобальное объединение серверов, чтобы объединить все серверы ПК и серверы PlayStation 3 на 4 отдельных сервера, по одному для каждой платформы в каждом регионе. 19 сентября 2011 года было объявлено, что 1 ноября 2011 года игра будет переведена на модель free-to-play, а также будут добавлены микротранзакции. В середине 2013 года в рамках хостинг-сделки счета для европейской версии ПК были проданы ProSiebenSat.1, однако они все ещё были способны использовать серверы США. DC Universe Online была объявлена для выхода на PlayStation 4 5 июня 2013 года вместе с PlanetSide 2, и была выпущена 15 ноября 2013 года. После того, как Sony Online Entertainment (SOE) объявила об изменениях в их доступе к членству, ProSiebenSat.1 вернули счета в SOE. Все учетные записи управляются компанией Daybreak Game Company.
Во время пятого юбилея 11 января 2016 года было объявлено, что два региональных сервера, США и ЕС получат кросс-плей, а игроки на ПК смогут играть с игроками на PlayStation на том же сервере, разделённом по регионам. Версия на Xbox One была также анонсирована 11 января 2016 года и вышла 29 апреля того же года, на двух региональных серверах, которые с тех пор были объединены в один, не подключенный к ПК или PS версиям игры. 5 февраля оба USPC USPS-сервера были объединены в один американский сервер, а EUPC и EUPS были объединены в один сервер ЕС. Те же ограничения, как невозможность входа в систему или передача учетной записи PS на ПК и наоборот оставались в силе.
30 октября 2017 года компания Daybreak Game заявила, что версия для PlayStation 3 закроется 31 января 2018 года, чтобы сосредоточиться на предоставлении лучшего опыта на PlayStation 4. Используя тот же PSN, игрок с PlayStation 3 может получить доступ к своей учетной записи на PlayStation 4.

## Комиксы
DC Comics объявили в январе 2010 года, что они выпустят DC Universe Online: Legends, ограниченную серию комиксов на 52 выпуска (по аналогии с предыдущими аналогичными сериями, такими как 52, Countdown to Final Crisis и Trinity), которая будет основана на игре. Вместо еженедельной серии формат был изменён на двухнедельную серию, с писателем комиксов Тони Бедардом и игровым автором Марвом Вольфманом, а также с художниками Говардом Портером и Адрианой Мело. Комикс стартовал в феврале 2011 года и был закончен в мае 2012 года.

## Отзывы
| Сводный рейтинг    | Сводный рейтинг                                       |
| Агрегатор          | Оценка                                                |
| ------------------ | ----------------------------------------------------- |
| GameRankings       | ПК: 73,13 % PS3: 69,74 %                              |
| Metacritic         | 72/100 (PC) 67/100 (PS3) 75/100 (PS4) 73/100 (Switch) |
| Иноязычные издания |                                                       |
| Издание            | Оценка                                                |
| AllGame            | 3,5/5                                                 |
| Eurogamer          | 6/10                                                  |
| GameSpot           | 7,0                                                   |
| GamesRadar+        | 6/10                                                  |
| IGN                | 8/10                                                  |
| PC Gamer (US)      | 88 %                                                  |
| X-Play             | 4/5                                                   |

DC Universe Online получила посредственные отзывы критиков. На сайте-агрегаторе Metacritic средняя оценка игры составляет 72 из 100 на основе 27 обзоров для платформы PC, 67 из 100 на основе 46 обзоров для платформы PlayStation 3
, 75 из 100 на основе 6 обзоров для платформы PlayStation 4 и 73 из 100 на основе 4 обзоров для платформы Switch.
Игра получила оценку 7/10 от IGN при первоначальном запуске и, продемонстрировав дальнейшее улучшение после запуска на PlayStation 4, получила оценку 8/10 от IGN.
По состоянию на август 2014 года в игре насчитывалось 18 миллионов зарегистрированных пользователей на PlayStation 3 и PlayStation 4.
Летом 2018 года, благодаря уязвимости в защите Steam Web API, стало известно, что точное количество пользователей сервиса Steam, которые играли в игру хотя бы один раз, составляет 2 863 993 человека.